# Ettore Paladini
Ettore Paladini (Florència, 1849 - Milà, 1928) fou un actor i director teatral italià.
Molt jove s'inicià en el món teatral amb la companyia del seu pare Francesco Paladini, activitat que abandonà temporalment l'any 1866 per sumar-se a la causa política de Garibaldi. Reincorporat als escenaris, alternà les seves actuacions amb la direcció teatral, a la qual acabarà per dedicar-se exclusivament. Dirigí la companyia de Teresa Mariani, treballà després uns anys a l'Argentina i a partir del 1921 dirigí el Teatro del Popolo de Milà.
Ramon Casas el retratà el febrer del 1900, quan va anar a Barcelona com a director de la companyia de la Mariani que actuà al Teatre Novetats. L'obra es conserva actualment al MNAC.